# Вила-Верде (Фигейра-да-Фош)
Вила-Верде (порт. Vila Verde) — населённый пункт и район в Португалии, входит в округ Коимбра. Является составной частью муниципалитета Фигейра-да-Фош. Находится в составе крупной городской агломерации Большая Коимбра. По старому административному делению входил в провинцию Бейра-Литорал. Входит в экономико-статистический субрегион Байшу-Мондегу, который входит в Центральный регион. Население составляет 3193 человека на 2001 год. Занимает площадь 28,76 км².